# Josef Bechler
Josef Bechler (* 16. Februar 1944 in Ettlingen) ist ein ehemaliger deutscher Handballspieler.

## Sportliche Karriere
Josef Bechler wechselte 1968 wie viele weitere Kreisauswahlspieler von seinem Jugendverein TV Malsch zum TSV 1896 Rintheim und stieg in der Saison 1969/70 in die Bundesliga auf.